# Helen Tanger

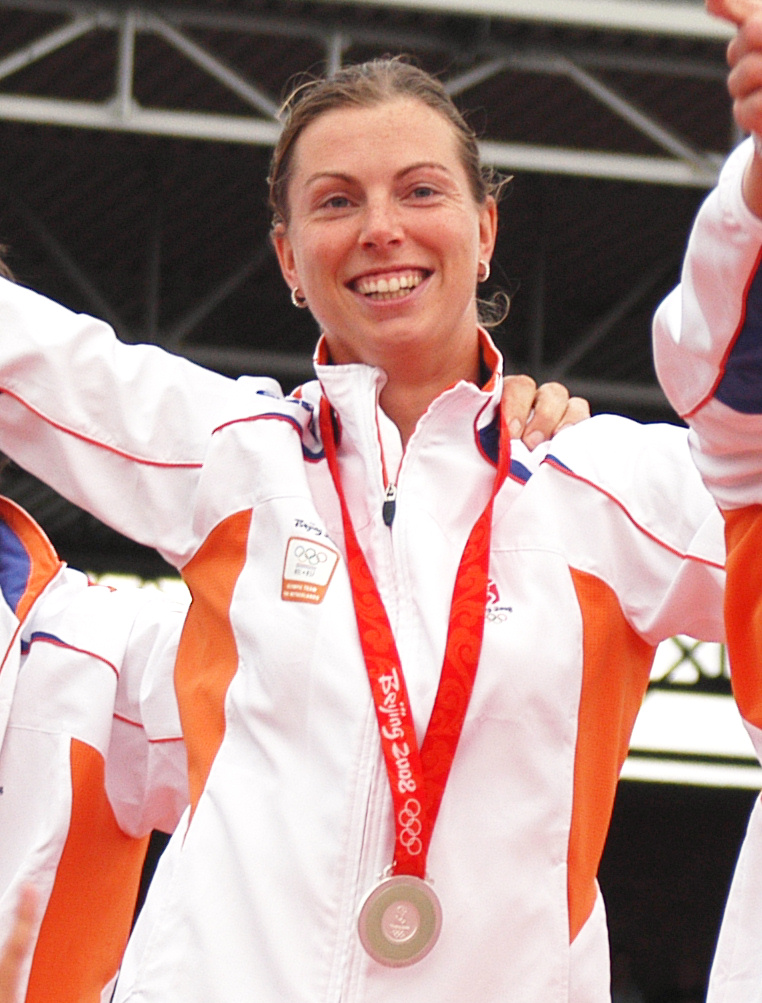
Helen Tanger 2008 nach der Rückkehr von den Olympischen Spielen

Helen Tanger (* 22. August 1978 in Hardenberg) ist eine ehemalige niederländische Ruderin, die zwei olympische Medaillen im Achter gewann.
Tanger begann erst 1997 mit dem Rudersport. Ihre erste Teilnahme an großen internationalen Meisterschaften endete mit dem achten Platz bei den Weltmeisterschaften 2001 in Luzern, als sie im niederländischen Achter auf den zweiten Platz des B-Finales fuhr. 2002 saß sie mit Froukje Wegman im Zweier ohne Steuermann, der bei den Weltmeisterschaften aber lediglich den 14. Platz belegte. 2003 stieg Helen Tanger in den Vierer ohne Steuermann um, in dem sie zusammen mit Sarah Siegelaar, Laura Posthuma und Annemarieke van Rumpt beim Weltcup in Luzern den zweiten Platz belegte. Bei den Weltmeisterschaften in Mailand gewann das Boot ebenfalls die Silbermedaille. 2004 kehrte sie in den niederländischen Achter zurück und erreichte mit dem Boot bei den Olympischen Spielen 2004 in Athen den dritten Platz hinter den Booten aus Rumänien und aus den Vereinigten Staaten. Bei den Weltmeisterschaften 2005 in Gifu gewann der niederländische Achter erneut Bronze, diesmal hinter den Australierinnen und den Rumäninnen. 2007 startete Helen Tanger zusammen mit Nienke Kingma als Zweier ohne und erreichte den neunten Platz bei den Ruder-Weltmeisterschaften 2007. 2008 saßen Tanger und Kingma wieder im Achter. Nach zwei vierten Plätzen im Weltcup 2008 gelang dem Achter im Olympiafinale in Peking ein eher überraschender zweiter Platz hinter den US-Amerikanerinnen und vor den Rumäninnen.